# Psychotria hentyi
Psychotria hentyi är en måreväxtart som beskrevs av Seymour Hans Sohmer. Psychotria hentyi ingår i släktet Psychotria och familjen måreväxter. Inga underarter finns listade i Catalogue of Life.